# Église Saint-Théodore-au-Palatin
L’église Saint-Théodore-au-Palatin (en italien San Teodoro al Palatino) est une église du VIe siècle située à Rome.  Elle est dédiée à Théodore Tiron (ou d’Amasée),et a été donnée à la communauté orthodoxe de Rome par le pape Jean-Paul II en 2004. Elle est située sur une ancienne route entre le Forum Romain et le forum Boarium, en bordure de l’ancienne voie du même nom qui relie le Circus Maximus au Forum Romain, au pied du versant occidental du mont Palatin.

## Histoire

### Église catholique
L'édifice aurait été construit dès le VIe siècle sur les ruines  des « Horrea d’Agrippa ». La forme ronde inhabituelle suggère qu'elle a peut-être été construite dans la ruine en forme de coquille d'un temple similaire à celui au nymphée bien conservé, qui est identifié comme le temple de Minerve Medica. La tradition voulait que le temple soit dédié à Romulus. Un autel antique est conservé et visible dans la cour de l’église. Un ancien autel païen était placé dans l'atrium devant l'église, et une mosaïque paléochrétienne a été trouvée sur le site. 
La statue de la Louve capitoline aurait été conservée à cet endroit en 1471, avant d’être transférée au Capitole vers 1544. 

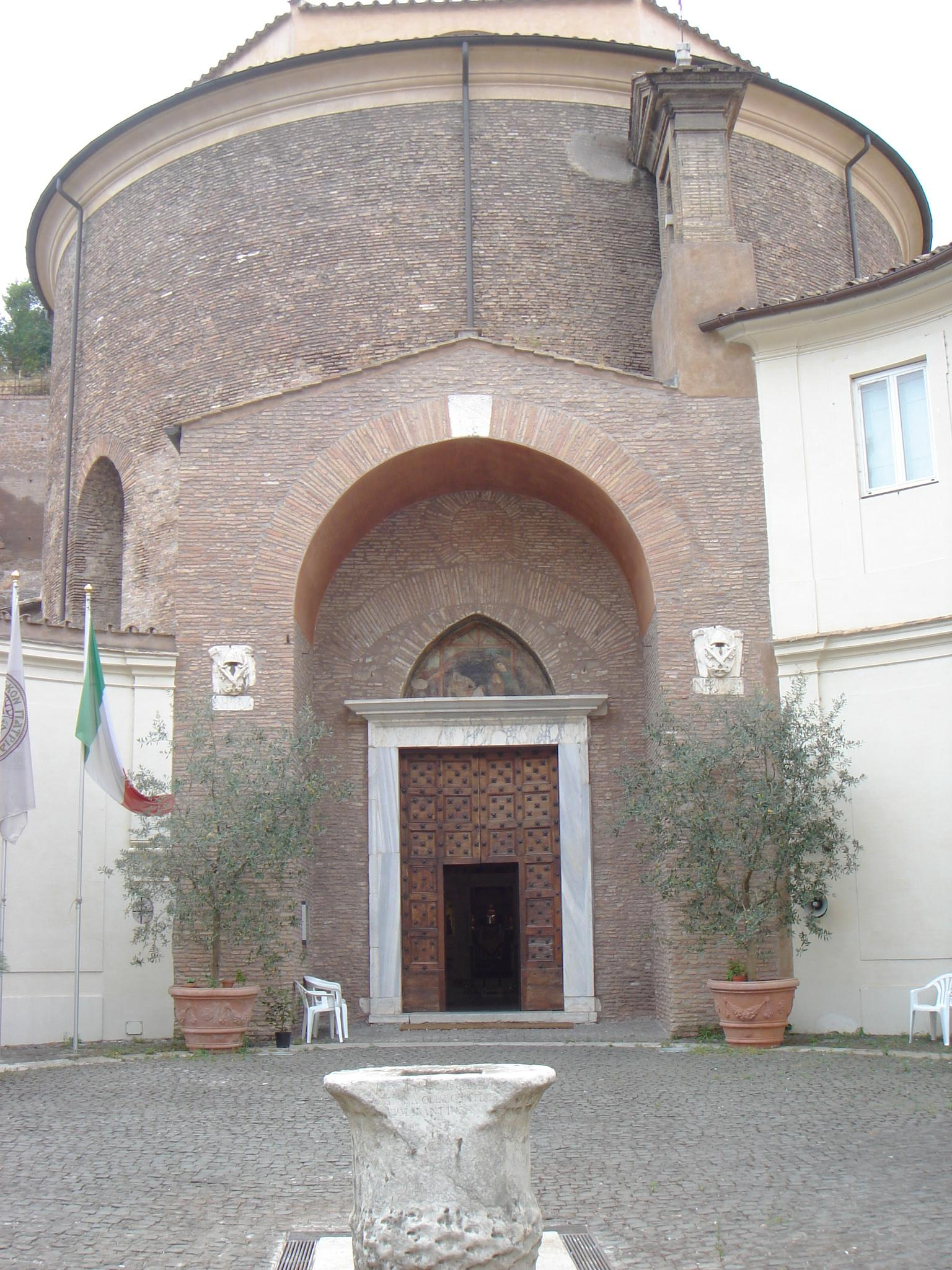
Vue rapprochée

Traditionnellement cette église est considérée comme l’une des sept premières diaconies de Rome, ayant été assignée à un diacre par le pape Agathon vers 678, bien que le premier diacre titulaire connu sous son nom soit Roberto (v. 1073-avant 1099).
Il n'existe aucune preuve certaine de l'existence de l'église avant le IXe siècle. La dédicace à un saint de la région du Pont confirmerait la construction de l'église à une époque d'influence byzantine.
L’église est restaurée sous le pontificat de  Nicolas V, puis elle perd sa titulature (sa dédicace à saint Théodore) par décision du pape Sixte V. Elle est rénovée en 1643 par le cardinal Francesco Barberini (1597-1679). Le pape Clément XI la fait reconstruire par Carlo Fontana entre 1703 et 1705, ajoutant la cour extérieure qui existe toujours, puis la confie à la Société du Sacré-Cœur de Jésus.
Son titre cardinalice est rétabli le 2 décembre 1959 par Jean XXIII, au bénéfice de William Theodore Heard. Le dernier titulaire du titre est Vincenzo Fagiolo, décédé le 22 septembre 2000.

### Église orthodoxe
Jean-Paul II annonce en novembre 2000 qu'il accorde l'utilisation de l'église au patriarcat œcuménique de Constantinople et à la communauté grecque orthodoxe de Rome. L'inauguration officielle a lieu le 1er juillet 2004, présidée par le patriarche œcuménique Bartholomée Ier de Constantinople.

## Description
La mosaïque de l'abside date du VIe siècle et représente le Christ assis sur un orbe crucigère représentant les cieux, flanqué de Pierre et Paul et des martyrs Théodore (un ajout dû à la restauration du pape Nicolas V) et Cléonicus. Le Christ porte une tunique aux laticlaves dorés, symbole d’un statut élevé dans la société romaine.
Au fond de l'atrium, à l'extérieur de l'église, se trouve un ossuaire avec des crânes et des os empilés, visible à travers une grille.

## Sources
- (en) Frank J. Korn, A Catholic's Guide to Rome : Discovering the Soul of the Eternal City (lire en ligne), p. 106.
- (it) Ridolfino Venuti, Accurata e succinta descrizione topografica delle antichità di Roma, vol. 1 (lire en ligne), p. 2.